# NGC 2735
NGC 2735 ist eine Balkenspiralgalaxie vom Hubble-Typ SBb/P im Sternbild Krebs, die schätzungsweise 107 Millionen Lichtjahre von der Milchstraße entfernt ist. Gemeinsam mit der dicht benachbarten zweiten Galaxie NGC 2735A bildet sie das Galaxienpaar Arp 287. Halton Arp gliederte seinen Katalog ungewöhnlicher Galaxien nach rein morphologischen Kriterien in Gruppen. Dieses Galaxienpaar gehört zu der Klasse Galaxien mit Windeffekten.
Das Objekt wurde am 26. Februar 1878 vom französischen Astronomen Édouard Stephan entdeckt, und die im New General Catalogue verzeichnet ist.

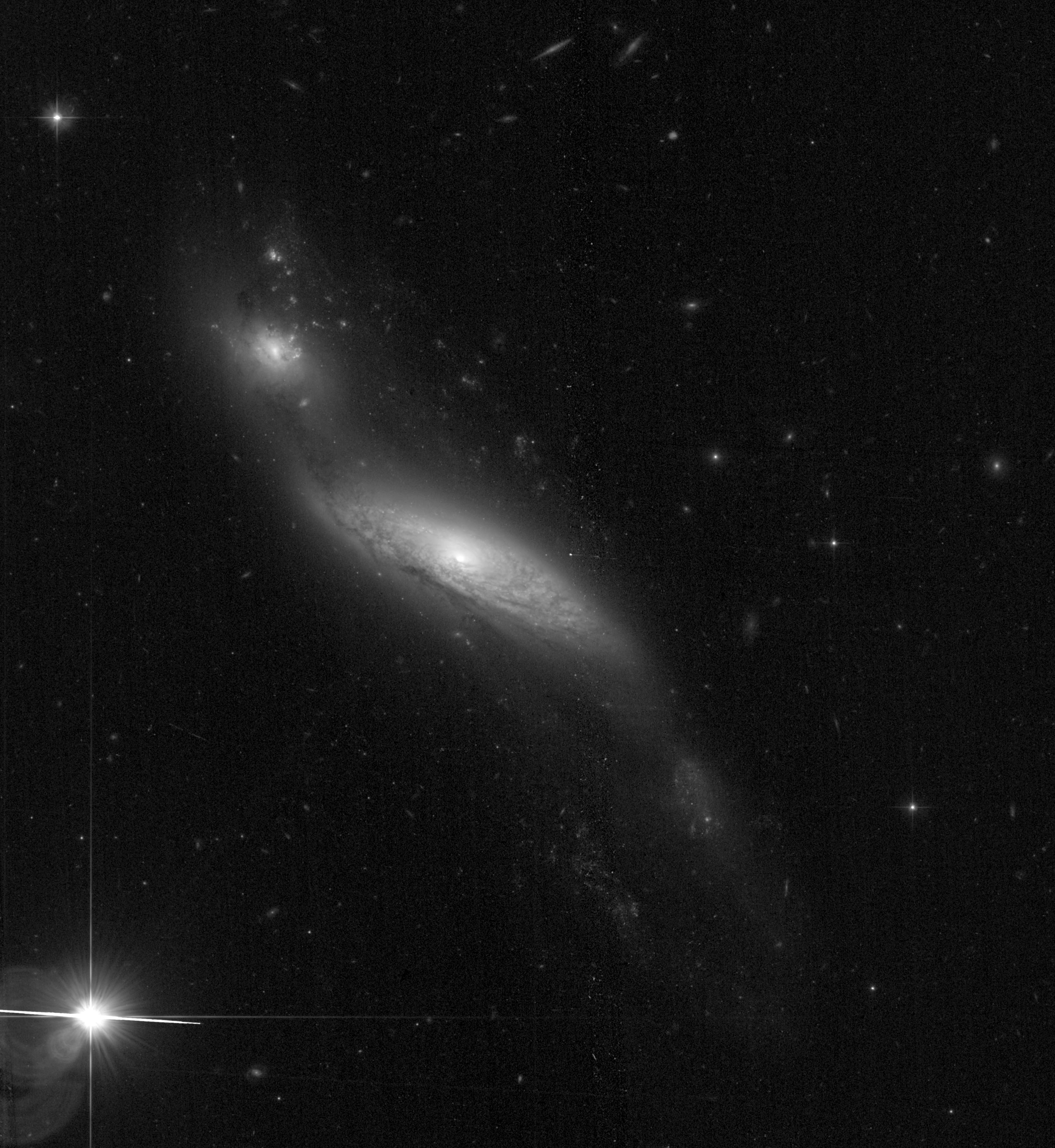
Aufnahme mithilfe des Hubble-Weltraumteleskops